# Takashi Sawada
Takashi Sawada (澤田 崇 Sawada Takashi?, nacido el 26 de mayo de 1991 en Kumamoto) es un futbolista japonés que se desempeña como delantero.

## Trayectoria

### Clubes
| Club             | País  | Año         |
| ---------------- | ----- | ----------- |
| Roasso Kumamoto  | Japón | 2014        |
| Shimizu S-Pulse  | Japón | 2015 - 2016 |
| V-Varen Nagasaki | Japón | 2017 -      |

## Estadística de carrera

### J. League
| Club             | Año   | J. League | J. League | Copa J. League | Copa J. League | Total | Total |
| Club             | Año   | Part.     | Goles     | Part.          | Goles          | Part. | Goles |
| ---------------- | ----- | --------- | --------- | -------------- | -------------- | ----- | ----- |
| Roasso Kumamoto  | 2014  | 40        | 9         | -              | -              | 40    | 9     |
| Shimizu S-Pulse  | 2015  | 7         | 1         | 4              | 1              | 11    | 2     |
| Shimizu S-Pulse  | 2016  | 7         | 0         | -              | -              | 7     | 0     |
| V-Varen Nagasaki | 2017  | 40        | 5         | -              | -              | 40    | 5     |
| Total            | Total | 94        | 15        | 4              | 1              | 98    | 16    |